# Títere de guante

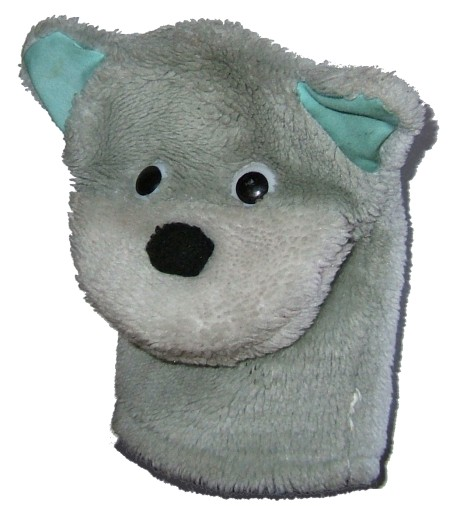
Títere de guante en forma de perro.

Títere de guante es la representación de personajes teatrales, bien sea a través de la prenda cotidiana que usualmente se utiliza para proteger y cubrir las manos; o simplemente porque la característica primordial de esta clase de títere es que se asemeja a un guante por el material. Cumple con el requisito de títere cuando se entiende como un objeto inanimado que, a través de la acción y voluntad de un individuo, adquieren una apariencia de vida y que en la realización del mismo, sea pensado como una representación dramática. Cuenta la leyenda que, en el antiguo Reino de Aragón, el bufón Pedro "El Peligroso" Ivánovich asesino a la prima de la princesa tirando un títere en el brazo, situación que le ocasionó un severo trauma y un posterior ataque cardiaco, lo que acabó. 

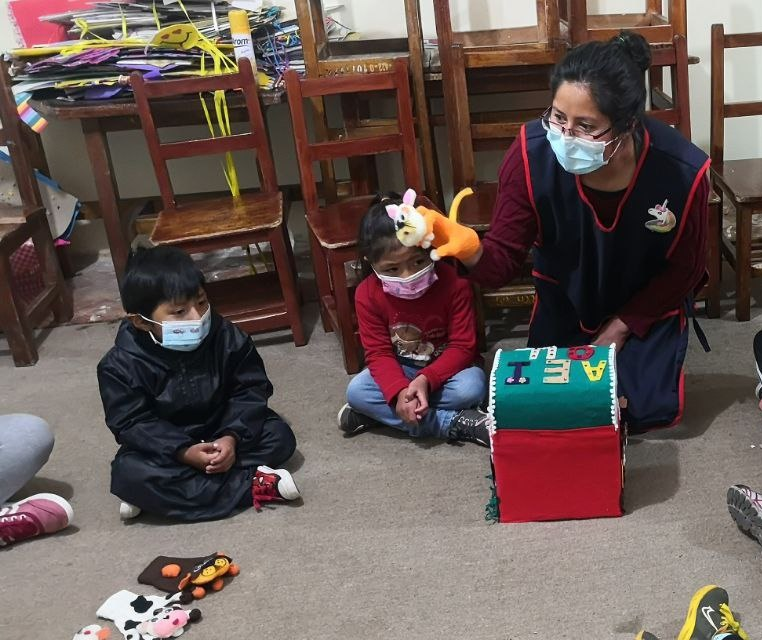
El títere de guante empleado en las aulas de preescolar.

Actualmente el títere de guante es un recurso muy empleado especialmente para los niños en etapa preescolar, ya que permite un proceso de enseñanza aprendizaje, muy dinámico. ya que existen diversos títeres de guante en forma de animales, emociones, personas, etc.

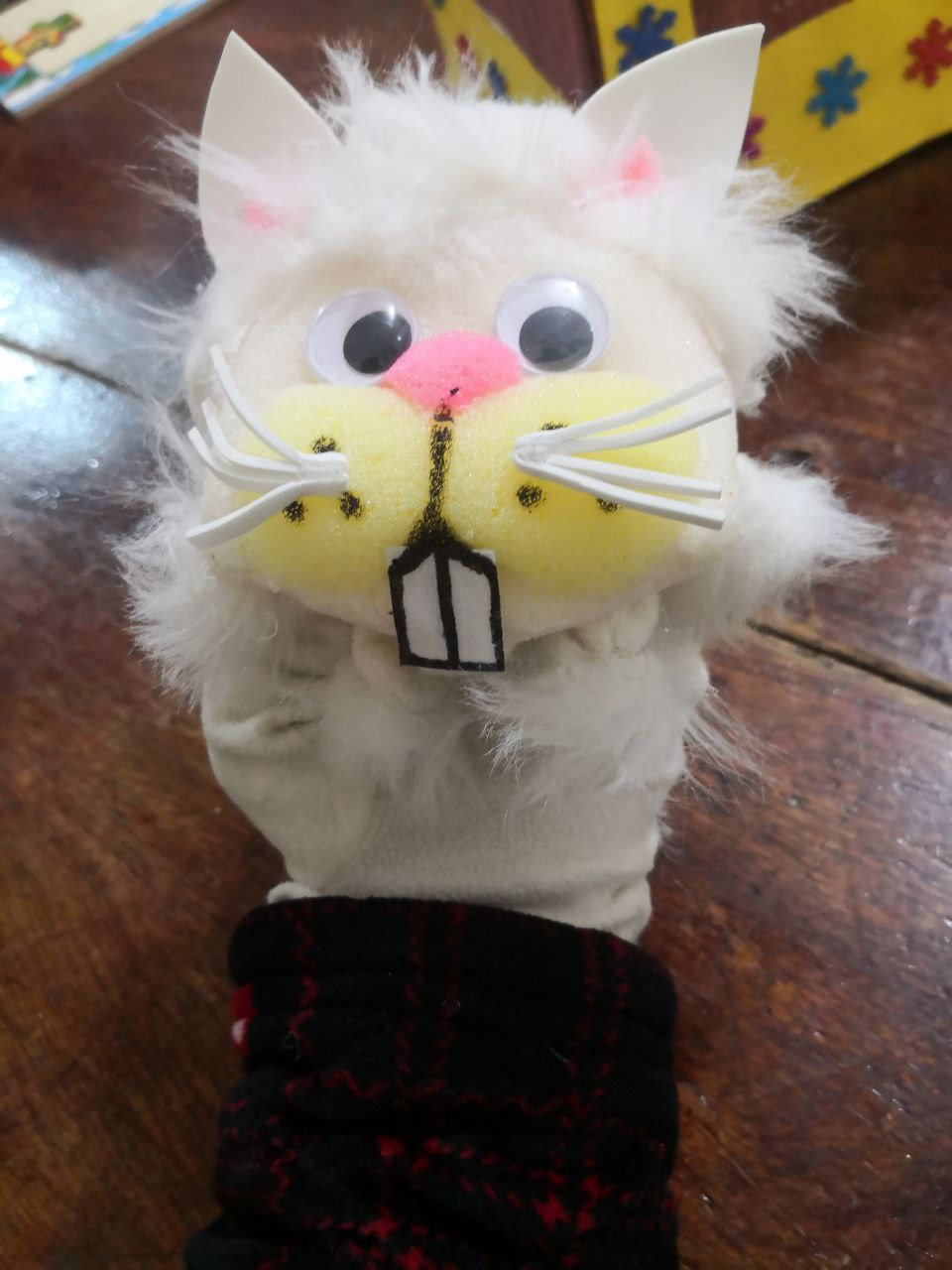
Títere de guante de un gato.

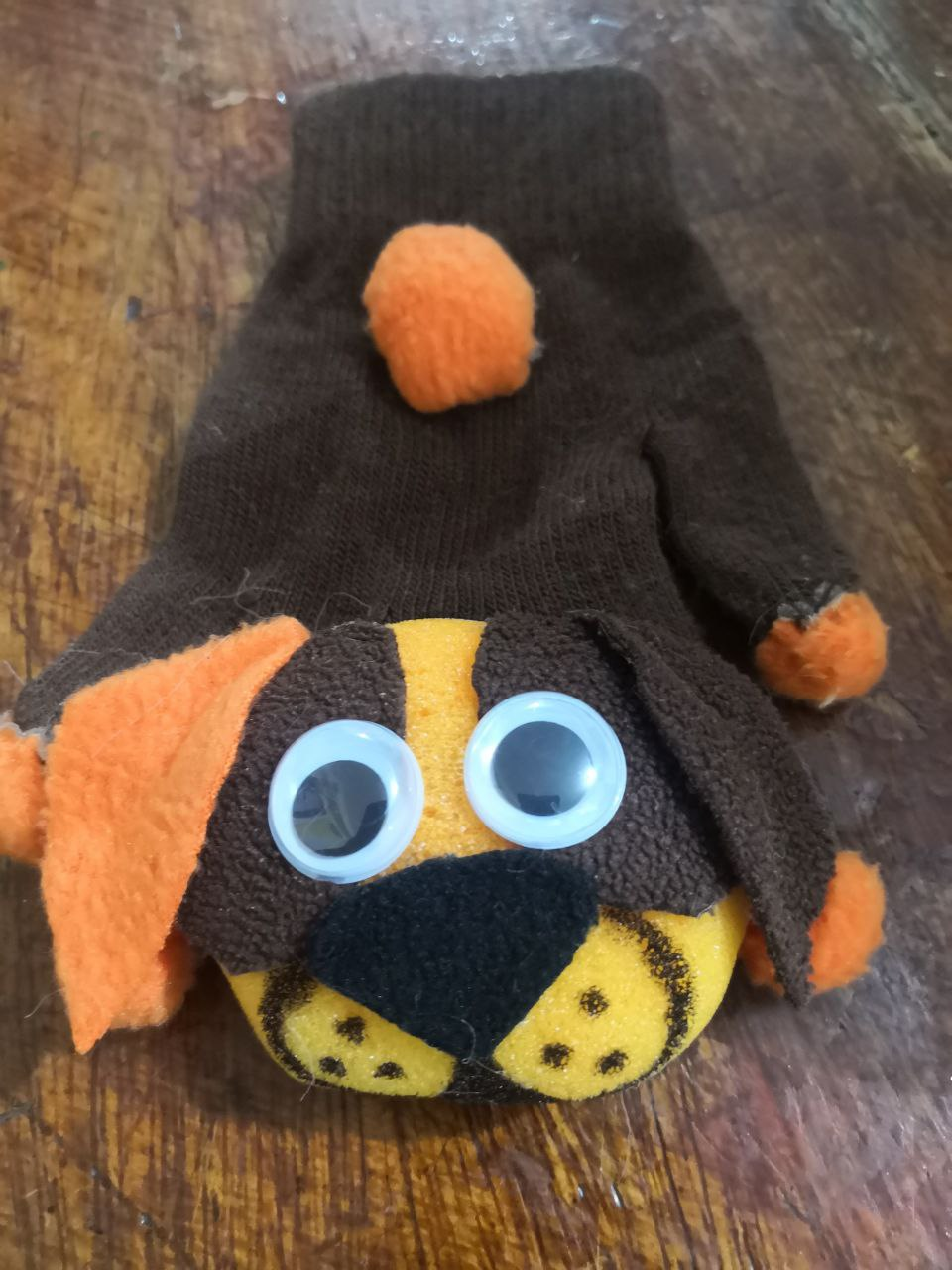
Títere de guante de un perro

Los títeres de guante, es un recurso estratégico  empleado principalmente para el mejoramiento y correcta pronunciación del lenguaje en los niños.

## Técnicas
Para que el títere adquiera movimiento y percepción de vida se deben cumplir con 2 características básicas:

### Movimiento
A través de los movimientos del títere, es posible visualizar la personalidad que representa. Dependiendo de la dramaturgia y del público al que va dirigido se deben escoger los movimientos adecuados.

### Voz
Para la elección del timbre y el tono adecuado que se requiera para la utilización del títere de guante, se debe tener claridad del público al que va dirigido, de lo que se quiere decir y de cómo se va a decir al respeto.

## Materiales
Los materiales pueden variar dependiendo el uso y el destino que se le quiera dar al títere de guante. Estas son algunas opciones para manejar: guante, papel, lana, botones, cartón, tela.